# Kurt Rackelmann
Kurt Rackelmann (* 21. April 1910 in Magdeburg; † 31. März 1973 in Frankfurt am Main) war ein deutscher Schauspieler.

## Leben
Kurt Rackelmann begann als Schaufensterdekorateur. Doch es zog ihn zur Schauspielerei. Er begann an einer Wanderbühne, an der er nicht nur alle gängigen Rollen eines Schmierentheaters spielen musste, sondern hatte auch für den Umbau und die Reklame zu sorgen. 1932 ging er zu einem armen Wanderzirkus. Hier spielte er Balalaika, bot komische Vorträge und tanzte nach russischen Volksliedern. Bald war sein Auftritt das Attraktivste des ganzen Programms. Nun ging Kurt Rackelmann als Schauspieler an die Städtischen Bühnen seiner Heimatstadt Magdeburg. Zuerst war er komischer Chargenspieler, dann Charakterkomiker. Ende der 1930er Jahre lebte er in Magdeburg an der Adresse Saarstraße 17–19, dem heutigen Emanuel-Larisch-Weg 21 im Magdeburger Stadtteil Leipziger Straße.
Die nächsten Stationen seiner Laufbahn waren die Städtischen Bühnen in Münster und das Mannheimer Nationaltheater, wo er vor allem als Zettel im Sommernachtstraum und als Wilhelm Vogt im Hauptmann von Köpenick brillierte. Nach dem Zweiten Weltkrieg war er zunächst bei der Eröffnung der Heidelberger Kammerspiele unter Karl-Heinz Stroux und dann bei der Gründung der Rhein-Neckar-Bühne dabei. Anschließend stand er in Stuttgart gemeinsam mit Curt Goetz in Dr. med. Hiob Prätorius auf der Bühne. Bald darauf war er ständiger Gast am Deutschen Theater in München, spielte aber auch in Frankfurt am Main, Stuttgart und Nürnberg als Frosch in der Fledermaus, als Sigismund im Weißen Rößl und als Poldi, gemeinsam mit Johannes Heesters, in der Operette Hochzeitsnacht im Paradies.
Nun bekam Kurt Rackelmann auch seine erste Filmrolle. Es war der Hannes in dem Lustspielfilm Schuld allein ist der Wein. Inzwischen spielte er am Theater in Darmstadt, hier war sein größter Erfolg die Hauptrolle in dem Stück Romulus der Große von Friedrich Dürrenmatt. In den Filmen Das Fräulein von Scuderi und Heimliche Ehen gab er bei der DEFA sein Debüt. Hier hat er in vielen Filmen eine Reihe von Nebenrollen gespielt, war aber auch sehr oft für den Deutschen Fernsehfunk tätig. Mehrmals trat er bei den wechselnden Varietérevuen im Berliner Friedrichstadt-Palast auf.

## Filmografie
- 1948: Schuld allein ist der Wein
- 1952: Die Diebin von Bagdad
- 1952: Der fröhliche Weinberg
- 1955: Das Fräulein von Scuderi
- 1955: Oberwachtmeister Borck
- 1955: Star mit fremden Federn
- 1957: Spur in die Nacht
- 1957: Vergeßt mir meine Traudel nicht
- 1958: Das Lied der Matrosen
- 1959: Maibowle
- 1960: Der schweigende Stern
- 1960: Silvesterpunsch
- 1961: Das Stacheltier: Ein Pferd müßte man haben (Kurzfilm)
- 1961: Das Kleid
- 1962: Freispruch mangels Beweises
- 1962: Das verhexte Fischerdorf
- 1962: Freispruch mangels Beweises
- 1963: Karbid und Sauerampfer
- 1963: Die Glatzkopfbande
- 1964: Der fliegende Holländer
- 1972: Der Stoff aus dem die Träume sind
- 1973: Tatort: Das fehlende Gewicht (Fernsehreihe)

## Theater
- 1959: Karl Friedrich/Werner Bernhardy: Zwischenfall im Varieté (Detektiv) – Regie: Gottfried Herrmann (Friedrichstadt-Palast Berlin)
- 1961: Autorenkollektiv: Ohne Weinzwang – Regie: Kurt Rackelmann (Berliner Lachbrett im Haus der Jungen Talente Berlin)

## Hörspiele
- 1946: Mark Twain: Die Millionen-Pfundnote (George) – Regie: Alfred Vohrer (SDR)
- 1947: Carl Zuckmayer: Der Hauptmann von Köpenick (Wilhelm Voigt) – Regie: Alfred Vohrer (SDR)
- 1947: George Bernard Shaw: Helden (Paul Petkoff) – Regie: Alfred Vohrer (SDR)
- 1947: Otto Brand: Besuch aus dem Jenseits (Irdisch) – Regie: Oskar Nitschke (SDR)
- 1947: Erich Kästner: Das lebenslängliche Kind (Johann Seidelbast) – Regie: Alfred Vohrer (SDR)
- 1947: Fred Wiesen: Die Geheimen (Ein würdiger Herr) – Regie: Alfred Vohrer (SDR)
- 1947: Hans Sattler: Die Wunderkerze oder Die tragische Geschichte einer wundersamen Erfindung und ihr glücklicher Ausgang (Heinz) – Regie: Paul Land (SDR)
- 1948: Leonhard Frank: So kann's nicht weitergehen! (Karussellbesitzer) – Regie: Alfred Vohrer (SDR)
- 1948: Eberhard Kuhlmann: Ruf durch den Äther (Jack O’Leary) – Regie: Paul Land (SDR)
- 1948: Wolfdietrich Schnurre: Man sollte dagegen sein! (Gasmann, Kläger Bartoschek) – Regie: Oskar Nitschke (SDR)
- 1949: Max Kommerell: Das verbesserte Biribi (Teufel) – Regie: Helmut Jedele (SDR)
- 1949: Christian Bock: Johann der Letzte – Regie: Paul Land (SDR)
- 1950: Max Frisch: Santa Cruz – Regie: Oskar Nitschke (SDR)
- 1950: Georges Neveux: Eine Stunde in der Nacht (Bürger) – Regie: Oskar Nitschke (SDR)
- 1950: Wolfgang Lohmeyer: Arzt wider das Gesetz – Regie: Paul Land (SDR)
- 1950: Albert Camus: Belagerungszustand – Regie: Erich-Fritz Brücklmeier (SDR)
- 1950: André Gide/Jean-Louis Barrault: Der Prozeß (Gerichtsdiener) – Regie: Cläre Schimmel (SDR)